# Arorae Island Airport
Arorae Island Airport (engelska: Arorae Airport) är en flygplats i Kiribati.   Den ligger i örådet Arorae och ögruppen Gilbertöarna, i den sydöstra delen av landet, 600 km sydost om huvudstaden Tarawa. Arorae Island Airport ligger 7 meter över havet. Den ligger på ön Arorae Atoll.
Terrängen runt Arorae Island Airport är mycket platt.  Närmaste större samhälle är Roreti Village, 5,7 km sydost om Arorae Island Airport. 